# Suzanne Juchtmans
Suzanne Juchtmans (Mortsel, 10 december 1933 - Olen, 20 maart 2018) was een Vlaamse actrice.

## Biografie
Ze studeerde af aan de Studio Herman Teirlinck in 1955.  In het theater had ze een rol in onder andere O.L.V. der Krabben en Wisseltijd van theatergezelschap De Werf.
Haar bekendste televisierol is die van de Gravin in Familie.
Ze speelde gastrollen in Windkracht 10 (Wandelende vrouw), Sedes & Belli (Jeanne De Groot), De Kotmadam (Tante Germaine), Flikken (Marie-Thérèse De Blieck), F.C. De Kampioenen (Maman de Praetere), Spoed (Kamergenote van Esther in 2000, Zieke vrouw in brandende flat in 2003, Ronette in 2007), Emma (Lea Massart, Moeke van Ignace) en Zone Stad (Ruziemakende bovenbuurvrouw in 2004, Mia Liefkens in 2008).

## Filmografie
- De Kotmadam
- Zone stad
- Emma
- Spoed
- F.C. De Kampioenen
- Bed & Breakfast
- Flikken Gent
- Sedes & Beli
- Blind Date
- Mon
- In de Gloria
- De Makelaar
- Familie
- Windkracht 10
- Bex & Blanche
- RIP
- Kleine Londen, klein Berlijn
- De zoete smaak van goudlikeur
- De Kleine reder
- Tien jaar later
- Groenten uit Balen
- Wacht tot hij opbelt
- Zandkasteel
- Le mur Italian
- De komst van Joachim Stiller
- Klaaglied om Agnes
- Mirandolna
- Weduwe Holroyd
- Yerma
- Het huis der onbekenden
- Magister Maesius
- De vrouwen naar het graf
- Een ver land
- Een lange herfstdag
- De Alchemist
- De vernederden en de gekrenten
- Hooikoorts
- Don Carlos
- Sterfgeval in de familie
- Het meisje en de madonna